# Feike Asma

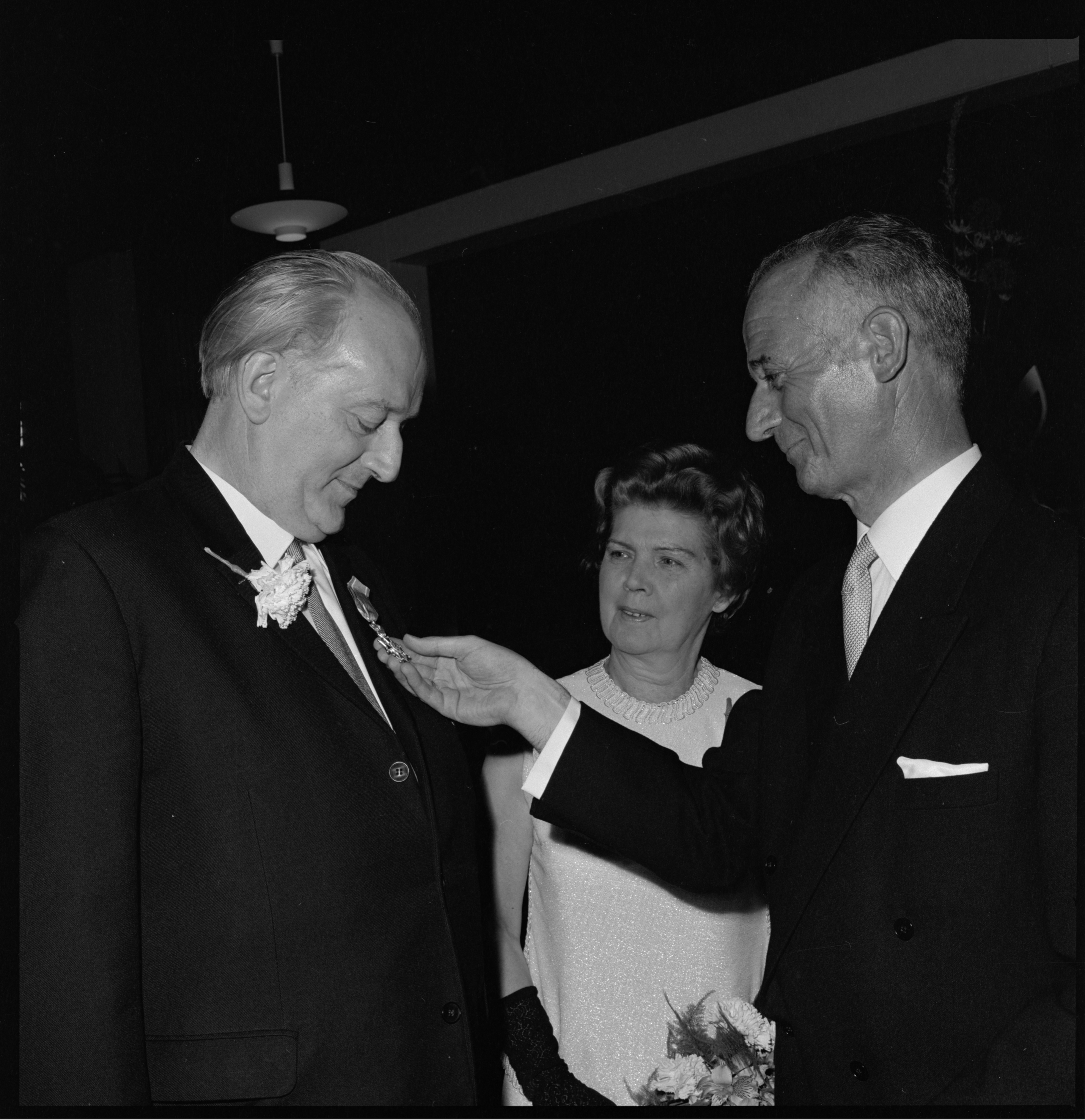
Feike Asma erhielt 1967 eine königliche Auszeichnung

Feike Pieter Asma (* 21. April 1912 in Den Helder; † 18. Dezember 1984 in Amsterdam) war ein niederländischer Organist, Dirigent und Komponist.

## Leben
Asma war ein Sohn des Musikers Johannes Frederik Asma. Er sammelte erste Erfahrungen als Organist an der reformierten Kirche in Den Helder und war von 1928 bis 1937 Orgelschüler bei Jan Zwart. Später studierte er am Königlichen Konservatorium in Den Haag unter der Leitung von Jan Koetsier Klavier und Komposition bei Hugo van Dalen sowie Orchester- und Chorleitung bei Eduard Flipse. 1950/51 nahm er an bei Paul van Kempen an einem Meisterkurs für Dirigenten teil.
1933 wurde Asma Organist an der Hooglandse Kerk in Leiden, 1943 an der Evangelisch-lutherischen Kirche (Burgwalkerk) in Den Haag. 1965 verzog er nach Maassluis und war dort Organist an der Groote Kerk. Asma gab Orgelkonzerte im In- und Ausland und spielte zahlreiche Schallplatten ein. Für seinen Einsatz für die französische Orgelmusik der Romantik erhielt er zweimal (1964 und 1975) die Auszeichnung Arts, Sciences, Lettres der Académie française.

## Auszeichnungen
- 1967: Ritter des Ordens von Oranien-Nassau
- Wolfert-van-Borselenpenning der Stadt Rotterdam

## Nachleben
Seit 2004 findet der Feike-Asma-Concours als nationaler Wettbewerb für niederländische Nachwuchsorganisten statt.